# 封敕文
封敕文（？—466年），胡姓是贲氏，代人，北魏官员。

## 生平
封敕文的祖父封豆在皇始初年率领部众三万人东征幽州，平定三个郡，出任幽州刺史，后来出任使持节、都督冀青二州诸军事、前将军、开府、冀青二州刺史、关內侯。封敕文的父亲封涅在魏明元帝拓跋嗣时期出任侍御长，去世后获赠予龙骧将军、章武侯，谥号隐。
封敕文在始光初年出任中散，略微升任西部尚书，外任使持节、散骑常侍、镇西将军、开府、兼领护西夷校尉、秦益二州刺史，获赐爵天水公，镇守上邽。太平真君六年四月庚戌（445年6月12日），魏太武帝拓跋焘派遣征西大将军高凉王拓跋那等人在白兰进攻吐谷浑首领慕利延，敕令封敕文率领步兵和骑兵七千人在枹罕征讨吐谷浑慕利延哥哥的儿子拾归，因为封敕文军队人少不能压制敌人，魏太武帝诏令派遣安远将军、广川公乙乌头等两路军队和封敕文在陇右地区汇合。八月，魏军推进到武始，拾归听说魏军将至，弃城乘夜逃走。八月丁亥（445年9月17日），封敕文率军进入枹罕，俘虏拾归的妻子儿女及其百姓，分出一千多户百姓迁到上邽 ，让乙乌头留守枹罕。
太平真君七年（446年）三月，金城边冏、天水梁会阴谋反叛，煽动秦州和益州各族部众一万多户，占据上邽东城和南城，进攻逼迫西城。封敕文已预先设防，杀死叛军一百多人，叛军伤者众多，于是撤退。边冏、梁会再次率领四千人攻城。氐族和羌族一万多人屯聚在南岭，休官、屠各以及各族部众二万多人在北岭屯聚，作为边冏的后援。封敕文派出两位将军率领二百骑兵在城门预备，另派骑兵出城迎击，出城的骑兵随即假装败退，边冏率领部众奔驰追赶，封敕文率领门内轻装骑兵冲出横截攻击，大败叛军，斩杀边冏。据守北岭的叛军，从高处射封敕文的军队，飞来的箭矢如雨，梁会因此得以逃奔北岭，封敕文的骑兵返回。叛军共同推举梁会做主帅，同封敕文互相攻击。封敕文分出士兵二百人突袭南城，焚烧门楼，叛军望见火起，众人都惊慌混乱。封敕文又派遣步兵攻打城门，门破之后，封敕文随即率骑兵驰入南城，叛军剩余部众开门出走，逃入东城，封敕文尾随追击，杀死叛军一千多人。
太平真君七年五月癸亥（446年6月20日），安丰公闾根率骑兵前往上邽，协助封敕文讨伐叛军。封敕文上表朝廷说：“安定叛逆的贼帅路那罗派遣使者送信给叛首梁会，梁会将路那罗的信射入城中，路那罗说已纠集兵力，约定日期就来帮助梁会。又有仇池百姓李洪，自称应王，得到上天赐予的玉玺，擅自制作符书，欺骗迷惑百姓。梁会派遣使者招引楊文德，而杨文德派权寿胡率领士兵二十人来到梁会处，煽动百姓，说李洪自称应王，两雄不并立，若想让我来，先杀死李洪，我自然亲身前来。梁会想引来杨文德，就骗李洪进入东城，当即斩下李洪首级，送给杨文德。仇池镇将、淮阳公皮豹子秘密派遣使者，于本月二十四日（446年7月3日）到达臣处，说杨文德接受刘宋的官职爵位，领兵聚众，在仇池境内，恐吓煽动百姓，谋取城镇。自梁会叛变以来，南联杨文德，成为互援的形势，武都的氐族和羌族是唇齿关系，为响应杨文德起兵，到处屯聚，战士已集结，不久将到来。臣守备边镇，与贼寇对峙，贼寇占据东城，仅隔一墙。但因为腹背受敌，攻城颇有疑虑，推测杨文德，近期将来援助梁会。如果杨文德到来，百姓响应，贼党就更多，用兵更难。目前杨文德没到，麦子还没成熟，时机利于速战，对大局有利。伏望皇上明察，及时派遣大军，帮助臣诛灭敌人。”
封敕文的上表还没来得及上报，梁会已谋划逃走。此前，封敕文在东城外已开掘几道壕沟，以隔断叛军的退路。深夜，梁会用车辆云梯越过壕沟逃走。封敕文预先设置重兵在壕沟外拦击，战斗从夜里一直打到次日早晨。封敕文与众将士商议说：“困兽犹斗，何况是人。叛军知道他们没有生路，同我们拼死对抗，一定会伤害我们的将士，我们不容易平定他们。如果给他们开一条生路，叛军必定上下离心，就容易克敌制胜。”众人都非常认同。于是封敕文树起白虎幡，向叛军宣告：“如果能归降，就饶恕性命。”梁会的部众立刻崩溃，当即就有六百多人投降。梁会知道人心离散，于是分散部众逃走。封敕文分别派骑兵紧随追讨，杀死叛军过半数，俘虏四千五百多人。
当时，略阳人王元达趁梁会叛乱，集结部众攻打城池，招诱休官、屠各部众，推举天水休官王官兴为秦地王。封敕文与临淮公莫真率军讨伐，行军到略阳，封敕文派使者抚慰开导。当时王元达等三千多人屯兵在松多川。封敕文部署各军，三路进攻。叛军出营迎战，魏军大败叛军，俘虏三千人。
太安四年（458年）十月，宋孝武帝刘骏派遣积射将军殷孝祖在清水东岸建造两座城池，以威胁北魏南部边境。魏文成帝拓跋濬诏令镇西将军封敕文与新平公周盆前往进攻殷孝祖，刘宋清口戍主、振威将军率领前员外将军周盘龙等人抵抗，大败封敕文。宋孝武帝又派遣虎贲主庞孟虬、和殷孝祖率领士兵救援清口，都受到青冀二州刺史颜师伯的调度指挥，颜师伯派遣中兵参军苟思达支援庞孟虬。宋军推进到沙沟，北魏窟瑰公、五军公等人率领骑兵和步兵数万人迎战，庞孟虬等人奋战一整天，庞孟虬亲手斩杀五军公，北魏大溃败。殷孝祖又斩杀窟瑰公，北魏军人投水而死的有一千多人。北魏又派遣河南公、黑水公、济州公、青州刺史张怀之等人屯兵驻守在济水岸边，颜师伯又派遣中兵参军江方兴与傅乾爱会师，击败魏军，斩杀河南公树兰等人。北魏别帅它门又派遣一万多人进攻清口戍城，傅乾爱和江方兴出城迎战，当即斩杀它门，北魏其余部众逃走。封敕文又率领两万人再度逼近清口，傅乾爱等人出战，又击败魏军，追击到赤龙门，杀死魏军很多人。
苟思达、庞孟虬等又追击魏军到杜梁，魏军人数众多，将宋军四面包围，平南参军童太壹和苟思达等人一起单骑冲击敌阵，所向披靡。庞孟虬等人相继赶到，魏军于是逃散，很多人淹死在济水中。不久魏军又集结大量人马，庞孟虬等人又击败魏军。宋孝武帝派遣司空参军卜天生协助颜师伯。张怀之占据縻沟城，颜师伯派遣卜天生等人去进攻，张怀之出城迎战，卜天生率领军主刘怀珍、白衣客朱士义、殿中将军孟继祖等人进攻。张怀之战败逃入城，仅仅幸免一死。北魏陇西王等人又占据申城，背靠济水，面临黄河，地势三面险要，卜天生又率领部众进攻，朱士义等人身披盔甲率先登上城墙，北魏军队投河淹死的不计其数，当天申城被攻克。十一月，魏文成帝派征西将军皮豹子等人率领三万骑兵援助封敕文，入侵刘宋的青州，颜师伯反击，皮豹子被刘宋辅国将军焦度刺中坠马，铠甲也被焦度获得。封敕文又进攻刘宋的乐安城，刘宋建威将军、平原乐安二郡太守分武都与卜天生等人反击，大败魏军，封敕文逃走，宋军乘胜追击，连战连胜，直到清口。魏军又重新围攻傅乾爱，傅乾爱随机应变抵御敌军，殷孝祖等人赶到后，魏军撤除包围逃走。
天安元年（466年）五月，封敕文去世。

## 鲜卑名
北京大学历史系教授罗新认为，封敕文的鲜卑名语源为北族常用名号tümen，意为“万”。

## 家庭

### 子女
- 封万护
- 封翰，北魏天水公